# Stenorhopalus
Stenorhopalus is een kevergeslacht uit de familie van de boktorren (Cerambycidae). De wetenschappelijke naam van het geslacht werd voor het eerst geldig gepubliceerd in 1851 door Blanchard.

## Soorten
Stenorhopalus omvat de volgende soorten:
- Stenorhopalus andinus (Cerda, 1968)
- Stenorhopalus annulatus (Philippi F. & Philippi R., 1864)
- Stenorhopalus bicolor (Philippi R., 1865)
- Stenorhopalus flavicans (Fairmaire & Germain, 1859)
- Stenorhopalus gracilipes (Blanchard, 1851)
- Stenorhopalus gracilis Blanchard, 1851
- Stenorhopalus lepturoides (Blanchard, 1851)
- Stenorhopalus macer (Newman, 1840)
- Stenorhopalus monsalvei (Cerda, 1954)
- Stenorhopalus nigriceps (Philippi F., 1859)
- Stenorhopalus opacus (Fairmaire & Germain, 1859)
- Stenorhopalus rubriceps (Blanchard, 1851)
- Stenorhopalus rufofemoratus (Fairmaire & Germain, 1859)
- Stenorhopalus rugosus Fairmaire & Germain, 1861
- Stenorhopalus valdiviensis (Cerda, 1995)
- Stenorhopalus virescens (Fairmaire & Germain, 1859)